# Hermann von Glenck
Hermann von Glenck (Zuric, 5 de gener de 1883 - Thun, 2 de març de 1952) fou un compositor suís.
Hermann von Glenck, viu a Basilea. Va rebre les primeres lliçons de violí de Heisterhagen, que encara era estudiant de Louis Spohr, i de composició de Lothar Kempter. Després d'assistir a l'escola secundària, von Glenck va anar a Berlín el 1900 i va estudiar teoria i composició a la Hochschule für Musik amb Robert Kahn. El director d'orquestra Arthur Nikisch es va convertir en el seu model.
Aviat van seguir les representacions de les seves primeres obres, fins i tot el 1904 sota la seva direcció a París. El 1902/03 es va convertir en répétiteur a Weimar, el 1904 Kapellmeister a Metz. A més, va dirigir en diverses ciutats alemanyes, incloent-hi el 1908 a Berlín amb la Berliner Philharmoniker amb l'estrena alemanya de "Rhapsody Espagnole" de Ravel. De 1909 a 1911 von Glenck va ser mestre de capella a la Hofkapelle stuttgart. Allà va estrenar el seu "Liebesklage und Trauerhymne". Per consideracions de salut, va haver de renunciar a Stuttgart després de només dos anys.
De tornada a Suïssa, es va dedicar exclusivament a la composició en el període següent. El 1921/22 va dirigir concerts en els quals va interpretar per primera vegada diverses obres de compositors suïssos, com Walter Schulthess i Othmar Schoeck amb el violinista Stefi Geyer. De 1927 a 1944 von Glenck va viure a Gräfelfing, prop de Múnic, però només ocasionalment va aparèixer com a director d'orquestra i es va preocupar principalment per la composició. El 1946 va tornar a Suïssa i va passar els seus anys crepusculars a Thun. Hermann von Glenck va morir el 2 de març de 1952.
Va escriure diverses obres simfòniques, una òpera, peces per a piano i violí, un concert de violí, lieder i una Serenata per a flauta, violí i arpa.

## Obra
Les principals obres compositogràfiques de Hermann von Glenck són:
- Simfonia Carità Eterna per a gran orquestra amb soprano solista op. 11 (1906)
- Liebesklage und Trauerhymnus per a orquestra (1910)
- Concert per a violí (estrenat el 1912)
- Suite de variacions per a orquestra op. 17 (1918, estrenada el 1920)
- Serenata per a flauta, viola i arpa (estrenada el 1921)
- Concert per a violí i orquestra (1926)
- Concert per a piano (1927)
- Concert simfònic per a violoncel i orquestra (1951); així com cançons, peces per a piano i cantates.